# Frankfurt-Westend
Das Westend (ⓘ) ist ein Stadtteil von Frankfurt am Main. Zu statistischen Zwecken ist es in Westend-Süd und Westend-Nord gegliedert, wird aber in der Regel als Einheit betrachtet. Die Grenze zwischen Nord und Süd bildet hauptsächlich der Grüneburgweg. Das Westend gilt als Stadtteil mit bürgerlichen, gutsituierten Einwohnern und überdurchschnittlichen Immobilienpreisen.
Zusammen mit dem Bahnhofsviertel sowie den Stadtteilen Nordend und Ostend bestehen beide Stadtteile aus hoch verdichteten Gründerzeitvierteln der Frankfurter Innenstadtbezirke. Zusammen mit dem Stadtteil Bockenheim bildet das Westend den Ortsbezirk Frankfurt-Innenstadt II. Die Einwohnerzahl betrug im letzten Jahr 30.360.

## Geschichte

### Westliche Gemarkung

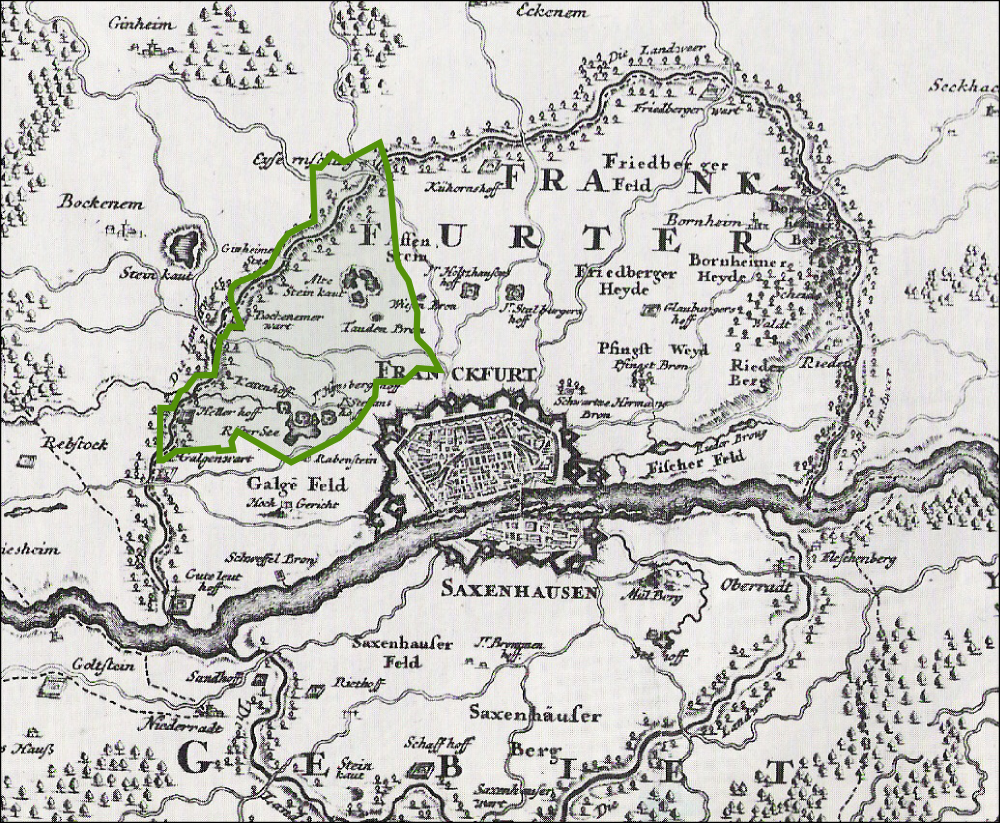
Gemarkung mit den heutigen Grenzen des Westend

Wie die anderen Gründerzeitviertel befand sich auch das Gebiet des heutigen Westends seit dem Bau der Frankfurter Landwehr innerhalb deren schützender Befestigung und war Teil der Frankfurter Gemarkung. Größtenteils aus Ackerland und Heiden bestehend, befanden sich vereinzelte Gutshöfe auf dem Gebiet des heutigen Westends. Die Höfe, deren Namen heute noch einige Straßen tragen, waren der Hellerhof, der Hynsperghof und der Kettenhof.

### Klassizismus und Gründerzeit
Mit dem beginnenden 19. Jahrhundert wurde die alte Frankfurter Stadtbefestigung geschleift. Bald entstanden entlang der Bockenheimer Landstraße, der Ausfallstraße in die Nachbarstadt Bockenheim, zahlreiche klassizistische Vorstadtvillen mit großzügigen Gärten. Darunter waren das Gontardsche Gartenhaus und die Villa Leonhardi des Architekten Nicolas Alexandre Salins de Montfort sowie das Rothschildpalais von Friedrich Rumpf. Um die Mitte des 19. Jahrhunderts wurde das Gebiet durch die Stadt parzelliert und Straßen und Plätze angelegt. Die eng bebaute Frankfurter Neustadt platzte aus allen Nähten, und so zog es immer mehr Menschen in die westliche Außenstadt. Vorbild beim Straßenbau war Paris, deshalb entstanden große Boulevards sowie Plätze mit radial auslaufenden Straßen.

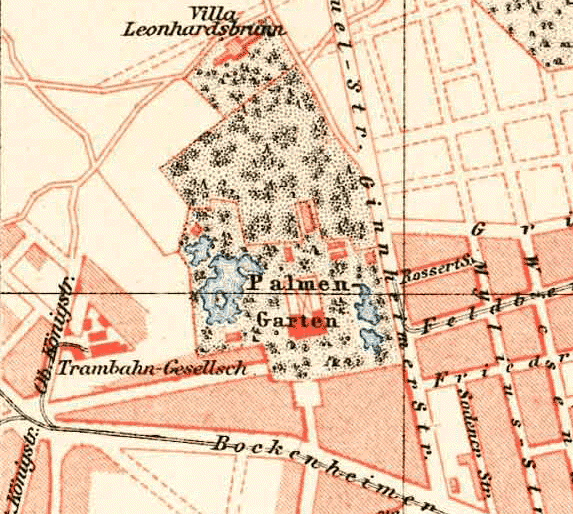
Das Viertel um den Palmengarten 1893, das Straßennetz im nördlichen Westend ist noch nicht fertiggestellt.

Im Jahr 1858 wurde an der Bockenheimer Landstraße der erste Frankfurter Zoo angelegt, der wenig später in den Stadtteil Ostend verlegt wurde. Das Westend etablierte sich als Wohngebiet für Wohlhabende, wie auch in anderen Städten mit einem Westend. Es entstanden zahlreiche Villen und großzügige Wohnhäuser, von denen viele noch heute bestehen. Ende des 19. Jahrhunderts war nahezu der gesamte südliche Teil des Westends bebaut. Der nördliche Abschluss war der neu angelegte Palmengarten, der Grüneburgweg mit dem im Besitz der Familie Rothschild befindlichen Grüneburgpark sowie die von Heinrich Hoffmann begründete „Irrenanstalt“ auf dem Affensteiner Feld, das sogenannte Irrenschloß. Um die Bebauung räumlich einzugrenzen, ließ der Frankfurter Oberbürgermeister Franz Adickes Anfang des 20. Jahrhunderts den Alleenring bauen, der zugleich alle neuen Stadtteile miteinander verband.
Im auslaufenden 19. Jahrhundert und beginnenden 20. Jahrhundert wohnten einige wohlhabende Maler im Westend, darunter Wilhelm Steinhausen, Hans Thoma und Joseph Kaspar Correggio.
Der nördliche Stadtteil blieb durch den großzügig angelegten Grüneburgpark weniger dicht bebaut. 1930 errichtete Hans Poelzig das I.G.-Farben-Haus, Verwaltungsgebäude der I.G. Farben. Bis zum Zweiten Weltkrieg änderte sich an dieser Situation wenig. In der Zeit des Nationalsozialismus wurden Stadtteile abgeschafft, und das Westend wurde Teil des Abschnitts Frankfurt-Nord. Das Polizeirevier 9 in der Lindenstraße 27 war die Zentrale der Frankfurter Gestapo. Bei den alliierten Luftangriffen im Zweiten Weltkrieg blieb das Westend von Flächenbombardements verschont. Nach Kriegsende wurde zunächst fast das gesamte Westend-Nord (ab Wolfsgangstraße) zum militärischen Sperrgebiet erklärt. Im I.G.-Farben-Haus richtete die amerikanische Militärregierung ihr Hauptquartier ein. Umliegende Viertel wurden zu Siedlungen für GIs umgebaut. Im Jahr 1948 wurde der Stacheldraht um das Sperrgebiet wieder entfernt.

### Wolkenkratzer und Straßenschlachten
Noch in den 1950er-Jahren war das Westend ein reines Wohngebiet für rund 40.000 Menschen. Die Häuser hatten in der Regel nur vier Geschosse.

#### Das erste Hochhaus
Bis 1938 war die Stadt Frankfurt zu einem (durch Arisierung) sehr niedrigen Preis in den Besitz eines 5,8 Hektar großen Palais-Areals zwischen Bockenheimer Landstraße, Unterlindau, Staufenstraße und Reuterweg gekommen, das vorher der alteingesessenen jüdischen Familie Rothschild gehört hatte. Obwohl 1950 der Kaufpreis nachgebessert wurde, setzten die Rothschild-Erben die Rückgabe eines Drittels des Areals durch. Nachdem sie außerdem die Genehmigung für eine Hochhausbebauung erhalten hatten, verkauften sie das zurückgegebene Gelände an die Schweizer Zürich Versicherung und die Berliner Handelsgesellschaft, die dort unmittelbar gegenüber dem Opernplatz Bürotürme errichteten. Das 1960 erbaute, von 1989 bis 1996 unter Denkmalschutz gestellte und 2002 abgerissene Zürich-Hochhaus war das erste Hochhaus im Frankfurter Westend. Nun steht dort der zweieinhalb mal so hohe Opernturm. Den Landschaftspark aus dem späten 19. Jahrhundert, der sich auf dem Areal befand, wandelte die Stadt in eine öffentliche Grünanlage um, den Rothschildpark.

#### Die Wohnraumvernichtung
Nach der Aufhebung der Zwangsbewirtschaftung von Wohnraum 1960 entwickelte der sozialdemokratische Planungsdezernent Hans Kampffmeyer ein Konzept zur Dezentralisierung der Innenstadt. Die angrenzenden Stadtviertel, vor allem das Westend, sollten zum Erweiterungsgebiet werden. Der „Fünf-Finger-Plan“ von 1967 sah vor, dass entlang der durch das Westend führenden Achsen Mainzer Landstraße, Bockenheimer Landstraße, Reuterweg, Grüneburgweg und Eschersheimer Landstraße – eine intensivierte Bebauung entstehen sollte. Zahlreiche Gründerzeitbauten wurden in den kommenden Jahren infolge von Immobilienspekulation abgerissen. Ihre alteingesessenen Bewohner wurden vertrieben. Bis 1970 standen bereits mehrere hundert Häuser im Westend leer, sie waren oft in völlig verwahrlostem Zustand.
Die Entwicklung stieß auf Widerstand in der Bevölkerung. Das Bürgertum reagierte mit der Gründung einer der ersten Bürgerinitiativen Deutschlands, der Aktionsgemeinschaft Westend (AGW). Die AGW erstellte ein Kataster denkmalschutzwürdiger Bauten und erwirkte bereits 1970 eine Veränderungssperre für das Westend. Die Stadt wollte nunmehr durch einen Bebauungsplan die eingeleitete Entwicklung umkehren. 1972 erließ das Land Hessen eine Verordnung gegen Wohnraumzweckentfremdung.
Gleichzeitig entwickelte sich der Frankfurter Häuserkampf, der hauptsächlich von Studenten der im Westend gelegenen Universität Frankfurt getrieben wurde. Zahlreiche Häuser wurden besetzt, immer wieder lieferten sich Demonstranten Straßenschlachten mit der Polizei. Auch der junge Joschka Fischer war daran beteiligt. Der Höhepunkt des Häuserkampfes lag zwischen 1970 und 1974.
Im Jahr 1972 verübte die Terrororganisation Rote Armee Fraktion einen Anschlag auf das amerikanische Hauptquartier im I.G.-Farben-Haus, bei dem ein Soldat ums Leben kam.
In den 1970er Jahren wurde eine Reihe weiterer Hochhäuser im Westend gebaut, wie beispielsweise der AfE-Turm auf dem Universitätsgelände. Das City-Haus I am Platz der Republik, damals das höchste Hochhaus Deutschlands, brannte 1973 unter dem Jubel einiger Studenten, wurde jedoch später fertiggestellt.
Obwohl der 1976 erlassene Bebauungsplan keine weiteren Hochhäuser im Westend vorsah, wurden im südlichen Westend immer wieder Ausnahmen genehmigt, vor allem entlang der Mainzer Landstraße und des Alleenrings. Heute ist das südliche Westend weitgehend mit dem Frankfurter Bankenviertel zusammengewachsen. Der Gentrifizierungsprozess gilt im Westend als weitestgehend abgeschlossen. Am Rande des Westends entstand auf dem Messegelände das zeitweise höchste Hochhaus Europas, der 257 Meter hohe Messeturm.

## Lage und Abgrenzung

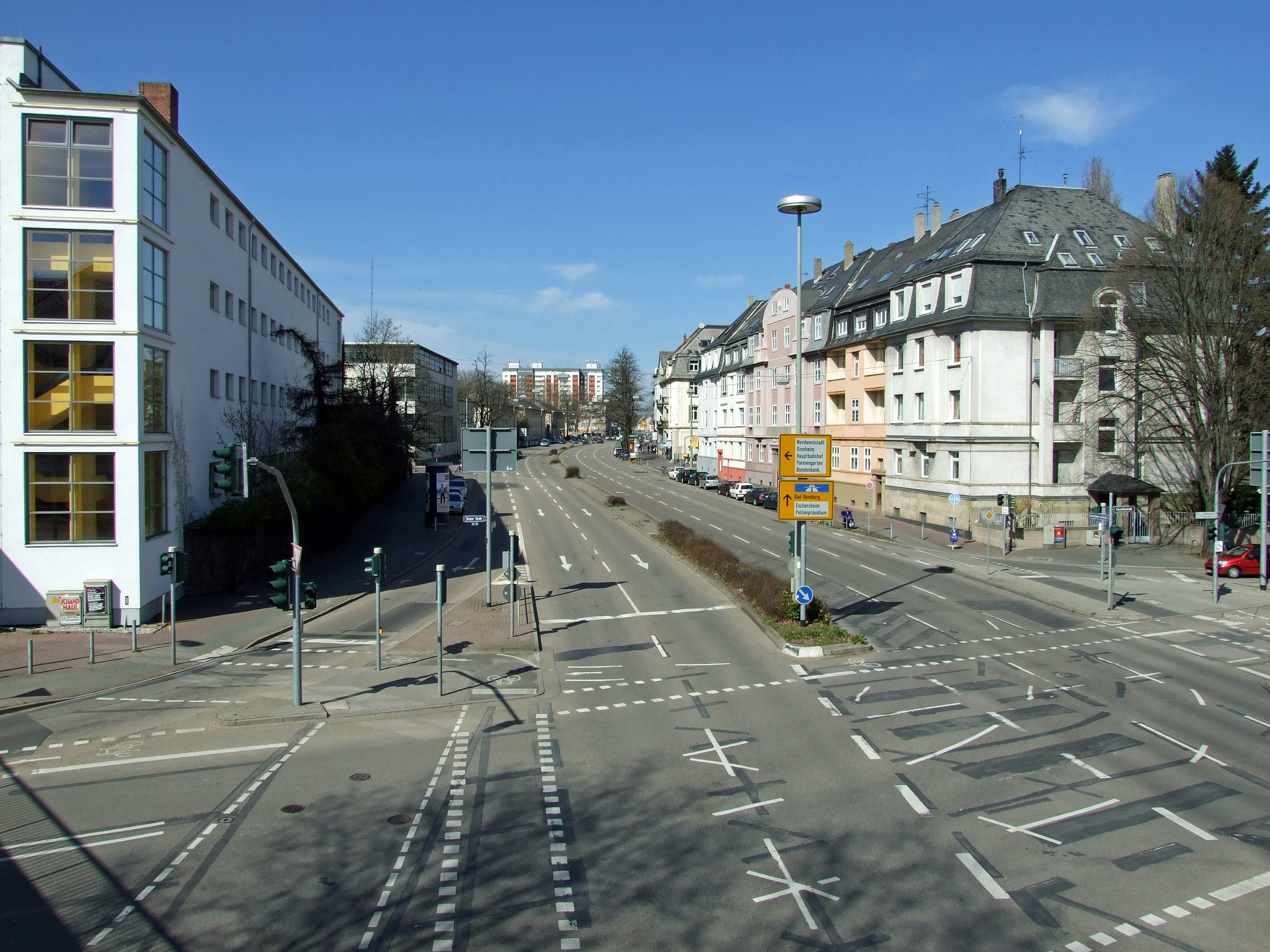
Grenzstraße zum Nordend (rechts): Die Eschersheimer Landstraße

Das Westend liegt an der nordwestlichen Grenze des Stadtteils Innenstadt und nördlich von Bahnhofsviertel und Gallus. Die längste Grenze teilt es sich mit dem westlich davon gelegenen Bockenheim. Nördlich des Westends schließt der Stadtteil Dornbusch an, östlich davon das Nordend. Die Nordgrenze des Westends ist identisch mit dem Verlauf der ehemaligen Frankfurter Landwehr, die jahrhundertelang das Territorium der Freien Stadt Frankfurt schützte.
Gewöhnlich bezeichnen Frankfurter das bebaute Gebiet als Westend, das begrenzt wird vom Reuterweg, Bockenheimer Anlage am Opernplatz, Taunusanlage, Mainzer Landstraße bis zum Platz der Republik, Friedrich-Ebert-Anlage, Senckenberganlage, Zeppelinallee, Miquelallee, Hansaallee und Bremer Straße bis zum Reuterweg.
Die amtlichen Frankfurter Stadtbezirke decken sich nicht ganz mit diesen „gefühlten“ Grenzen. Danach gehört der gesamte östliche Teil des Messegeländes, inklusive Messeturm und Festhalle und begrenzt durch die S-Bahn Rhein-Main, ebenfalls zum Westend. Ebenso verhält es sich mit einem Randbereich im Westen, der für gewöhnlich Bockenheim zugeordnet wird, jedoch gehören das Marriott Hotel, das Naturmuseum Senckenberg und der größte Teil des Campus Bockenheim der Goethe-Universität amtlich noch zum Westend. Im Osten reicht das Westend bis zur Eschersheimer Landstraße, doch wird dieses Gebiet ab dem Reuterweg oft fälschlicherweise dem Nordend zugeschlagen. Im Norden reicht das Westend über die Miquelallee hinaus, so dass die Carl-Schurz-Siedlung ebenfalls noch zum Stadtteil gehört.
Die Grenze zwischen Westend-Süd und Westend-Nord verläuft ab Miquelallee durch die Siesmayerstraße (zwischen Palmengarten und Botanischem Garten) und folgt im weiteren Verlauf dem Grüneburgweg bis zur Eschersheimer Landstraße.

## Stadtbild
Das Westend ist nach wie vor geprägt von teils großbürgerlicher Gründerzeitarchitektur, die es zu einer der teuersten Wohnlagen Frankfurts macht. Unübersehbar sind allerdings auch die 1950er-Jahre-Wohngebäude und Bürobauten der 1970er-Jahre, wobei insbesondere Letztere ohne Rücksicht auf die umgebende Bebauung errichtet wurden.

### Hochhäuser in Westend-Süd

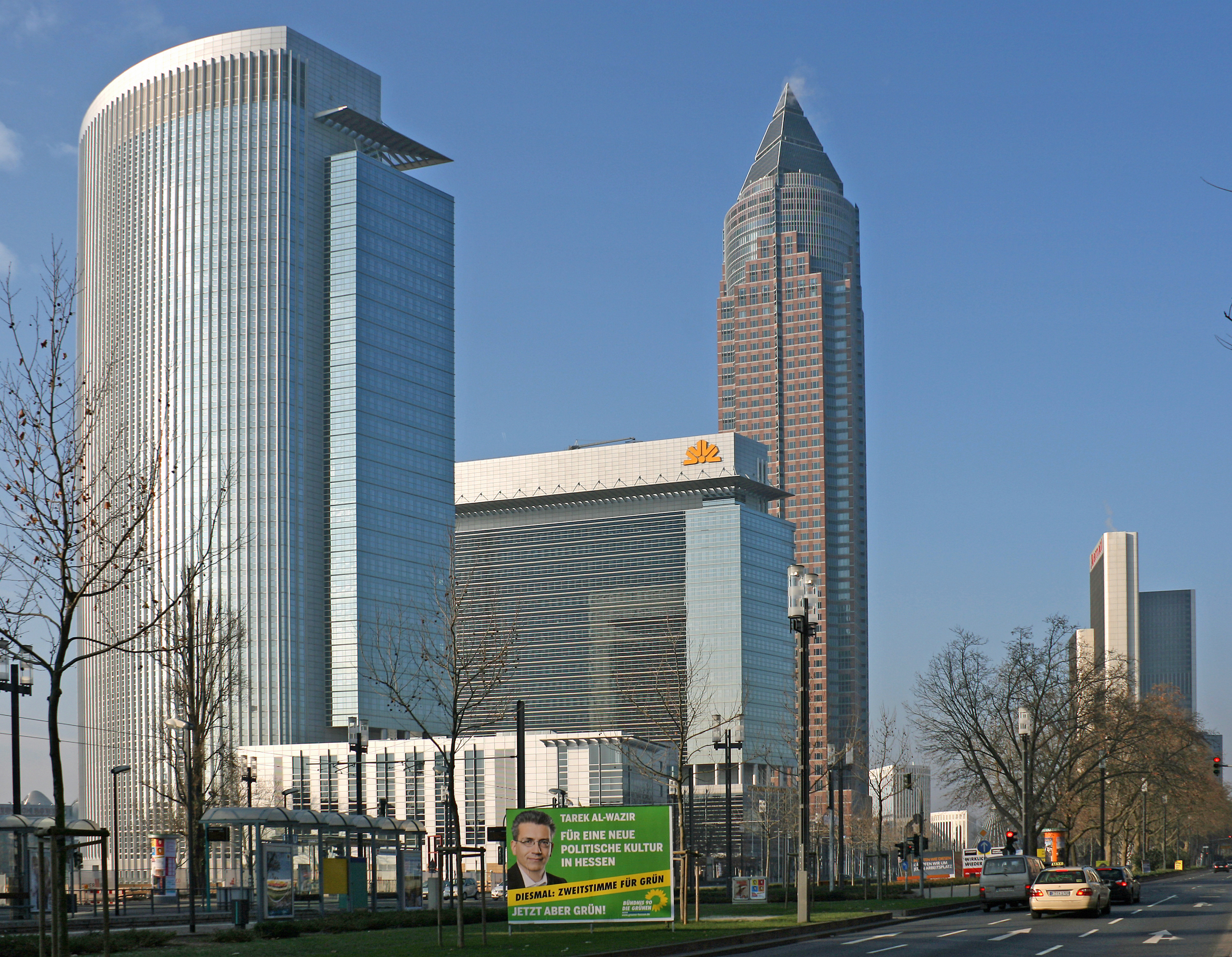
Hochhäuser an der Messe. Von links nach rechts: Pollux, Kastor, Messeturm und Westend Gate

Der Süden des Westends bildet zusammen mit der westlichen Frankfurter Innenstadt und dem östlichen Bahnhofsviertel das Frankfurter Bankenviertel. Dort ist die Konzentration der Bürohochhäuser so hoch wie nirgendwo sonst in Frankfurt. Im Westend ist vor allem der Straßenzug Bockenheimer Anlage/Taunusanlage/Mainzer Landstraße mit Wolkenkratzern bebaut. Von Ost nach West stehen hier der Park Tower (115 Meter) und der Opernturm (170 Meter) am Opernplatz, die Zwillingstürme der Deutschen Bank (jeweils 155 Meter), das Trianon (186 Meter), das Frankfurter Büro Center (142 Meter), die Westendstraße 1 (208 Meter) und das City-Haus I (142 Meter) am Platz der Republik.
Der Messeturm (257 Meter) auf dem Messegelände, von 1991 bis 1997 das höchste Gebäude in Europa, ist zu einem Wahrzeichen der Stadt geworden. Weitere Hochhäuser in Westend-Süd sind beziehungsweise waren das Westend Gate (159 Meter) und der im Jahr 2014 abgerissene AfE-Turm (116 Meter) der Goethe-Universität.

## Infrastruktur

### Verkehr

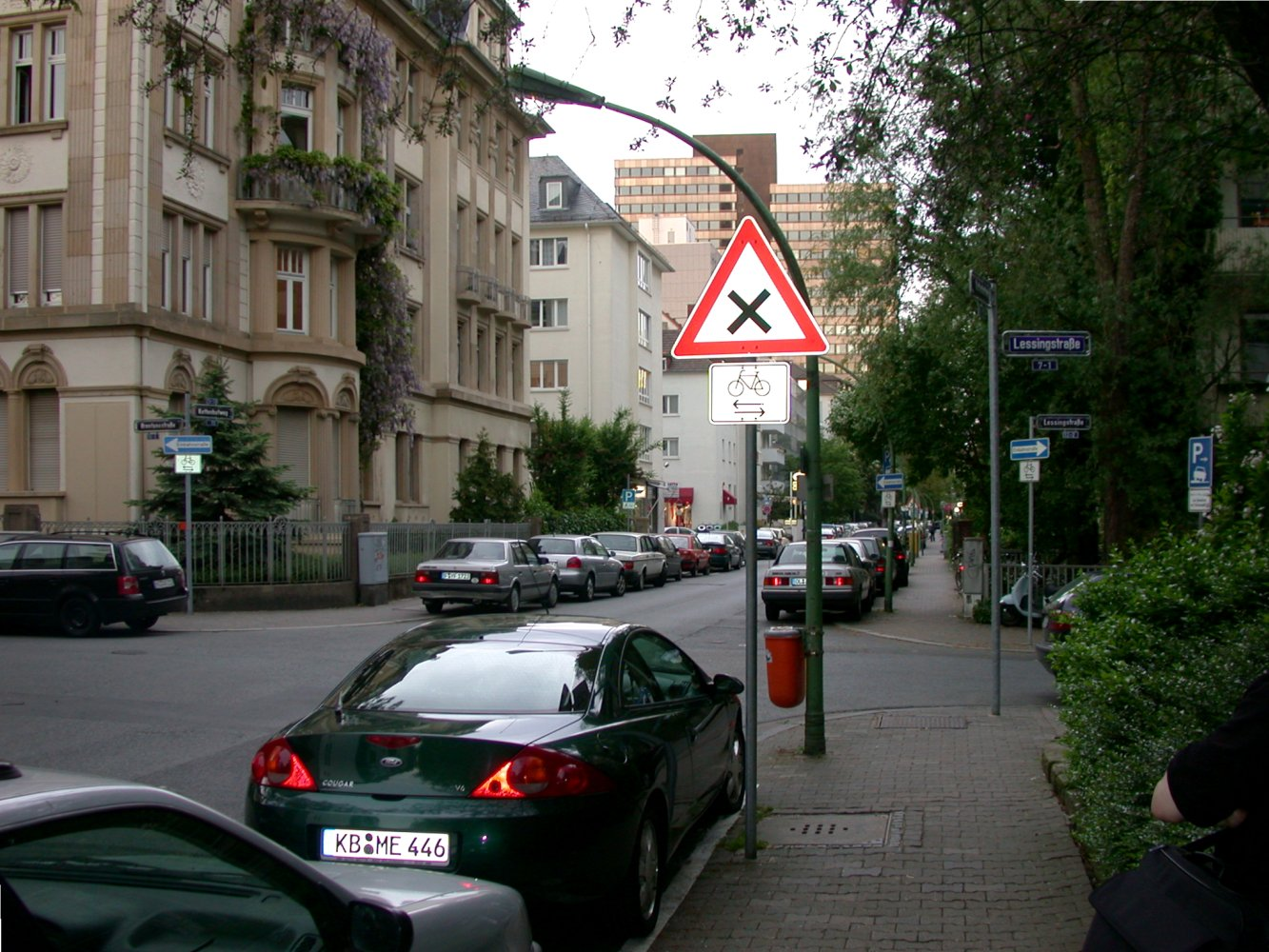
Einbahnstraßen im Westend, hier die Kreuzung Lessingstraße/Kettenhofweg

Als überwiegendes Wohngebiet verfügt das Westend größtenteils über schmale Straßen, die zudem verkehrsberuhigt sind. Bis auf wenige Ausnahmen sind alle Verkehrswege Einbahnstraßen, die an Kreuzungen ihre Richtung ändern. Deswegen sind die Straßen des Westends bei Fahrschulen beliebt. Die Ausnahmen sind Straßen von stadtteilübergreifender Bedeutung. Zunächst sind dies die Grenzstraßen Eschersheimer Landstraße, Anlagenring und Alleenring, die einen Großteil des Berufs- und Messeverkehrs aufnehmen. Weitere verkehrswichtige Straßen sind die Bockenheimer Landstraße als Hauptdurchmesserstraße in Ost-West-Richtung, der Straßenzug Reuterweg/Bremer Straße/Hansaallee als Ausfallstraße in den Norden und der Grüneburgweg als weitere Ost-West-Verbindung. Der Grüneburgweg ist außerdem die Grenze Westend-Nord/Westend-Süd.

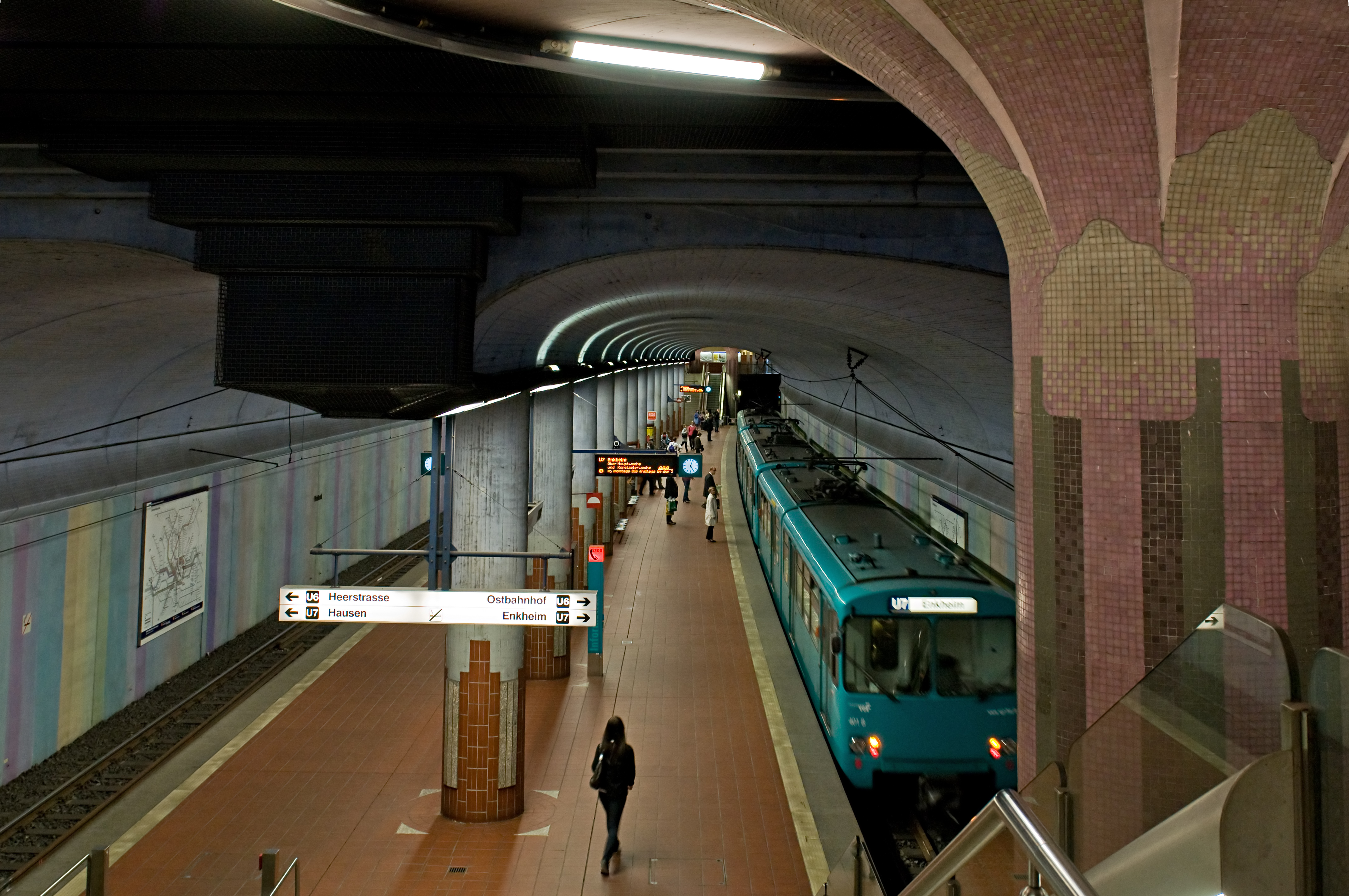
U-Bahnhof Westend

Das Westend war einer der ersten Stadtteile mit Anschluss an das Frankfurter Straßenbahnnetz. Die Hauptstrecke führte damals über die Bockenheimer Landstraße. Seit dem Bau der C-Strecke der U-Bahn Frankfurt verfügt das Westend nur noch über die Messelinie 16, die über den Alleenring den westlichen Stadtteilrand abfährt. Auch an die U-Bahn war das Westend von vornherein angeschlossen. Die im Tunnel verlaufenden A-Linien verkehren hier unter der Eschersheimer Landstraße. Eine weitere U-Bahn-Strecke hat das Westend seit 1986 unterhalb der Bockenheimer Landstraße. Die C-Linien verlaufen hier vom Opernplatz bis zur Bockenheimer Warte mit den Stationen Alte Oper, Westend und Bockenheimer Warte. Eine dritte U-Bahn-Strecke kam 2001 hinzu. Der D-Tunnel verläuft unterhalb des Alleenrings und bedient dort das östliche Messegelände. An der Bockenheimer Warte entstand ein Umsteigebahnhof. Über die Bahnhöfe Taunusanlage im Osten und Messe im Westen hat das Westend auch Anschluss zum Netz der S-Bahn Rhein-Main. Als einer der letzten U-Bahnhöfe in Frankfurt wurde der Bahnhof Westend im September 2022 barrierefrei durch einen Aufzug, dessen Einstieg auf der Bockenheimer Landstraße liegt.

### Öffentliche Einrichtungen
Trotz der hohen Bevölkerungsdichte und der guten Verkehrsinfrastruktur verfügt das Westend über keine Krankenhäuser, Feuerwachen oder Polizeireviere. Alle Notfalleinrichtungen sind jedoch im anliegenden Nordend vorhanden.
Dagegen sind im Westend überdurchschnittlich viele Bildungseinrichtungen vorhanden. Neben der Goethe-Universität verfügt das Westend über die Frankfurter Musikhochschule und das Sigmund-Freud-Institut. Im Westend befinden sich zahlreiche Schulen, darunter mehrere Grundschulen (Elsa-Brändström-Schule, Engelbert-Humperdinck-Schule und Holzhausenschule), die I.E. Lichtigfeld-Schule der jüdischen Gemeinde, eine Privatschule (Anna-Schmidt-Schule) und mehrere Gymnasien:
- Die Bettinaschule ist ein neusprachliches Gymnasium. Es wurde 1898 unter dem Namen Viktoriaschule als Höhere Mädchenschule gegründet und 1947 in Bettinaschule umbenannt (nach Bettina von Arnim).
- Das Goethe-Gymnasium wurde 1897 als Realgymnasium aus dem 1520 gegründeten städtischen Gymnasium ausgegliedert. Erster Schulleiter war der Reformpädagoge Karl Reinhardt. Das Schulgelände an der ehemaligen Bahnstraße (heute Friedrich Ebert-Anlage) befindet sich im südlichen Westend.
- Das altsprachliche Lessing-Gymnasium entstand ebenfalls 1897. Es führt die humanistische Tradition des alten Frankfurter Gymnasiums fort. Sein Schulgebäude befindet sich seit 1902 an der Hansaallee im Westend.

## Sehenswürdigkeiten

### Alter Uni-Campus mit dem Senckenbergmuseum

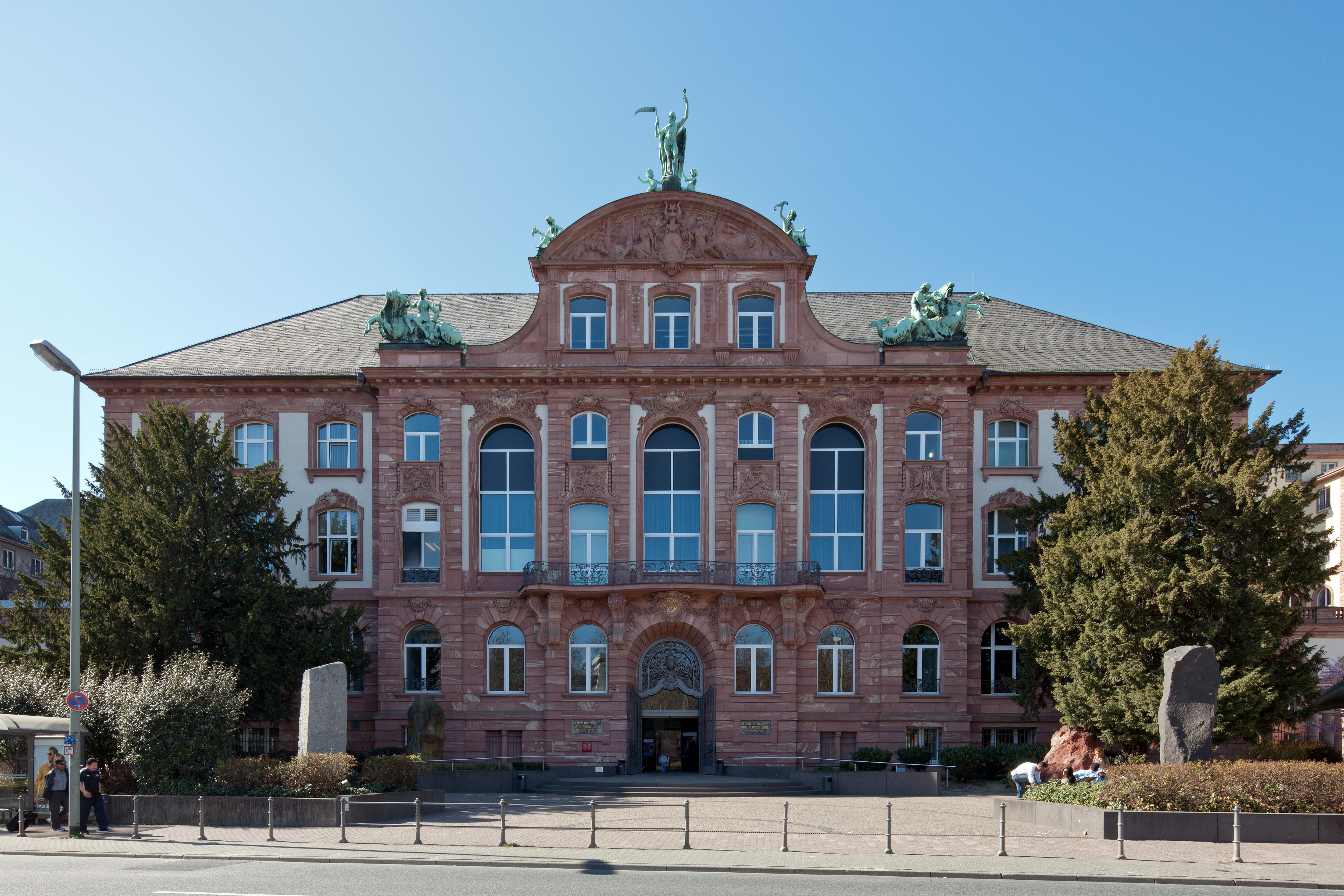
Senckenbergmuseum

Entlang der Senckenberganlage von der Georg-Voigt-Straße bis zur Bockenheimer Warte liegt der Campus Bockenheim der Goethe-Universität. Das Hauptgebäude stammt aus der Anfangszeit der Universität und wurde gleichzeitig mit dem heutigen Senckenbergmuseum errichtet.
Auch das Bauwerk des Senckenbergmuseums ist beeindruckend. Es wurde für die Senckenbergische naturforschende Gesellschaft in der Zeit von 1904 bis 1907 nach Plänen von Ludwig Neher errichtet, ebenso wie das Jügelhaus der Universität. Beide Bauten sind in der Tradition barocken Schlossbaus errichtet. Sehenswert ist die repräsentative Gesamtfront, die durch die Verbindung mit den Flügelbauten des Physikalischen Vereins und der Senckenbergischen Bibliothek in Gestalt offener Arkaden besticht.

### Amerikahaus
Das 1958 eingeweihte Gebäude an der Straßenecke Reuterweg/Staufenstraße sollte als „Haus der Völkerfreundschaft“ den Frankfurtern die amerikanische Kultur durch Bücher, Filme und Musik näherbringen. Das heute unter Denkmalschutz stehende Gebäude wurde vom amerikanischen Architektenbüro Skidmore, Owings and Merrill (SOM) in Zusammenarbeit mit dem Frankfurter Architekten Otto Apel entworfen. Die Mitarbeiter zogen am 29. September 2005 in ihr neues Domizil im neuen US-Konsulatsgebäude im Stadtteil Eckenheim um.
Nach umfangreichen Renovierungsarbeiten durch die Architekten Schneider und Schuhmacher hat seit dem 22. September 2008 das Instituto Cervantes seine Frankfurter Dependance eröffnet. Die Einweihung erfolgte in Anwesenheit des spanischen Kronprinzen Felipe und Prinzessin Letizia.
Das Instituto Cervantes hat das Ziel, die spanische Sprache zu fördern und das Kulturgut aller spanischsprachigen Länder bekannt zu machen und zu pflegen.

### Messeturm, Festhalle und Hammering Man
Der Frankfurter Messeturm, ehemals Frankfurts und Europas höchster Wolkenkratzer, liegt an der westlichen Grenze vom Westend-Süd direkt am Frankfurter Messegelände. Direkt daneben befinden sich die anderen Sehenswürdigkeiten. Die Festhalle mit ihrer freitragenden Kuppelkonstruktion aus Stahl und Glas zwischen steinernen Ecktürmen gehörte zu den ersten Gebäuden am Messegelände. Hier finden regelmäßig Ausstellungen und Konzerte statt. Auf dem Vorplatz beider Gebäude befindet sich der Hammering Man, eine bewegliche Statue des Amerikaners Jonathan Borofsky.

### Neuer Uni-Campus mit I.G.-Farben-Haus und Grüneburgpark
Die 1928 errichtete ehemalige Konzernzentrale der I.G. Farben liegt am Grüneburgpark im Stadtteil Westend-Nord und bildet seit 2001 den Campus Westend der Frankfurter Universität. Das I.G.-Farben-Haus war zuvor der Hauptsitz der US-amerikanischen Streitkräfte in Europa. Der umgebende Grüneburgpark liegt an der Miquelallee und ist einer der größten Frankfurter Parks.

### Pferdestall
Eines der wenigen ursprünglich erhalten gebliebenen Gebäude ist der ehemalige Livingstonsche Pferdestall in der Ulmenstraße. Es ist das einzig erhaltene Gebäude eines prächtigen Villenkomplexes des Marx Löwenstein.

### Westendsynagoge
Die einzige der vier großen Frankfurter Synagogen, die den Holocaust überstand, ist die 1908 bis 1910 erbaute Westend-Synagoge in der Altkönigstraße. Sie verfügt über eine außergewöhnliche assyrische Architektur mit Elementen des Jugendstils.

### Suhrkamp-Haus

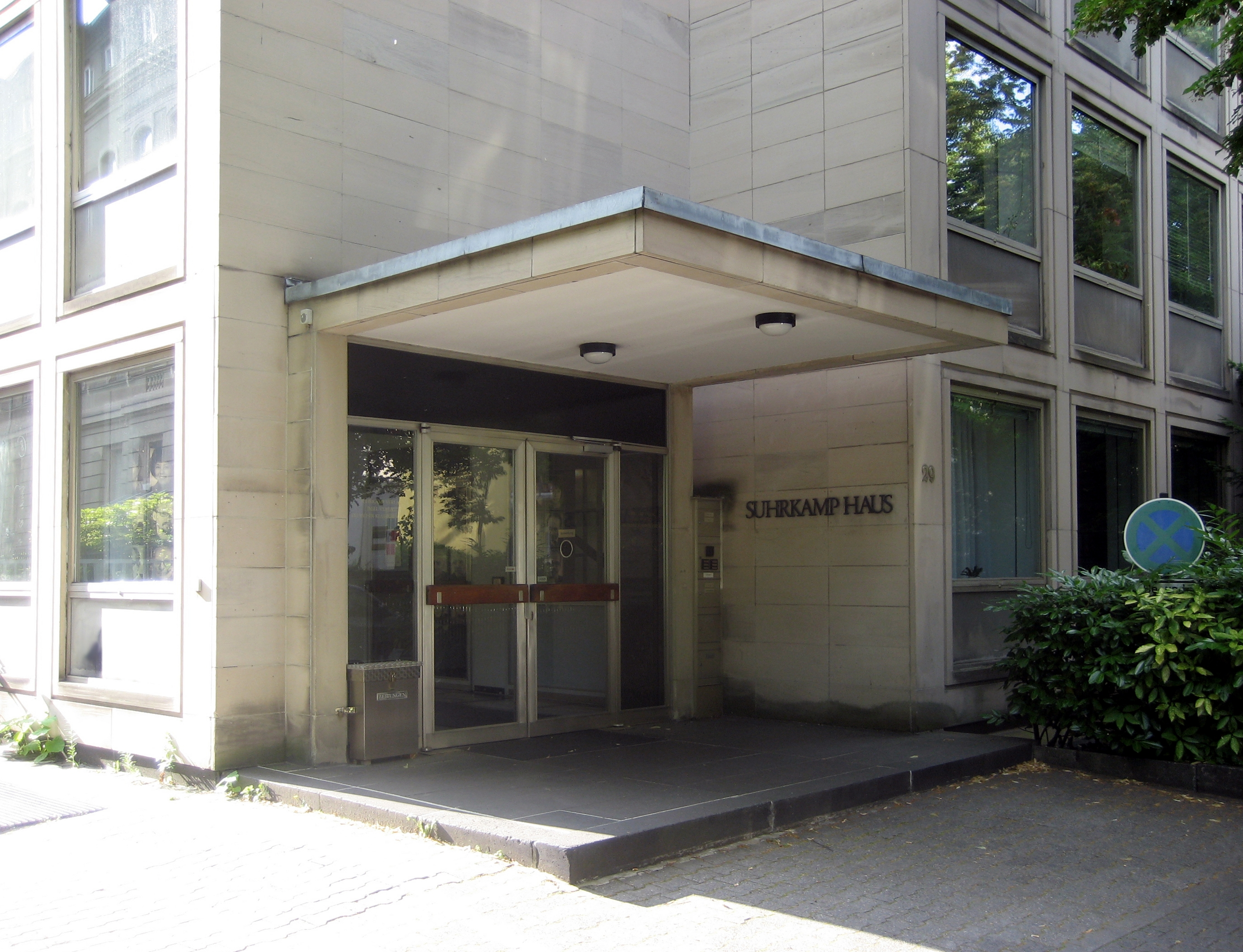
Das ehemalige Suhrkamp-Haus in der Lindenstraße in Frankfurt am Main, 2011 abgerissen

Das Bürogebäude des Suhrkamp-Verlagshauses, ehemals der Hauptsitz des Unternehmens, befand sich in der Lindenstraße. Nachdem der Verlag nach Berlin abgeworben wurde, ist das Gebäude verkauft und 2011 abgerissen worden.

## Philatelistisches
Mit dem Erstausgabetag 1. März 2021 gab die Deutsche Post AG ein Postwertzeichen im Nennwert von 270 Eurocent in der Serie U-Bahn-Stationen mit dem Motiv des U-Bahnhofs Westend Frankfurt heraus. Der Entwurf stammt von der Grafikerin Jennifer Dengler aus Bonn.